# Circleville (Kansas)
Circleville és una població dels Estats Units a l'estat de Kansas. Segons el cens del 2000 tenia 185 habitants.

## Demografia
Segons el cens del 2000, Circleville tenia 185 habitants, 77 habitatges, i 49 famílies. La densitat de població era de 396,8 habitants per km².
Dels 77 habitatges en un 40,3% hi vivien nens de menys de 18 anys, en un 51,9% hi vivien parelles casades, en un 7,8% dones solteres, i en un 35,1% no eren unitats familiars. En el 32,5% dels habitatges hi vivien persones soles el 10,4% de les quals corresponia a persones de 65 anys o més que vivien soles. El nombre mitjà de persones vivint en cada habitatge era de 2,4 i el nombre mitjà de persones que vivien en cada família era de 3.
Per edats la població es repartia de la següent manera: un 30,3% tenia menys de 18 anys, un 7,6% entre 18 i 24, un 30,3% entre 25 i 44, un 19,5% de 45 a 60 i un 12,4% 65 anys o més.
L'edat mediana era de 31 anys. Per cada 100 dones de 18 o més anys hi havia 87 homes.
La renda mediana per habitatge era de 32.885 $ i la renda mediana per família de 34.750 $. Els homes tenien una renda mediana de 22.083 $ mentre que les dones 20.000 $. La renda per capita de la població era de 14.293 $. Entorn del 12,2% de les famílies i el 10,9% de la població estaven per davall del llindar de pobresa.

## Poblacions més properes
El següent diagrama mostra les poblacions més properes.